# Локвуд (Монтана)
Локвуд (енгл. Lockwood) насељено је место без административног статуса у америчкој савезној држави Монтана.

## Демографија
По попису из 2010. године број становника је 6.797, што је 2.491 (57,8%) становника више него 2000. године.
| Група             | 2000.         | 2010.         |
| Белци             | 3.916 (90,9%) | 5.845 (86,0%) |
| Афроамериканци    | 20 (0,5%)     | 25 (0,4%)     |
| Азијати           | 15 (0,3%)     | 10 (0,1%)     |
| Хиспаноамериканци | 161 (3,7%)    | 410 (6,0%)    |
| Укупно            | 4.306         | 6.797         |